# 可樂王
可樂王（1971年2月21日—）是台灣的當代藝術家。出生於基隆，復興商工美工科繪畫組畢業。
早期插畫與多位作家合作，如主持人蔡康永《痛快日記》、諾貝爾文學獎得主高行健《朋友》等，自1993年起參與聯合報、中國時報、自由時報、中央日報、台灣時報等各大報副刊插畫活躍至今；代表著作有《旋轉花木馬》、《可樂王AD／CD俱樂部》、《戰爭》、《哥哥妹妹百貨公司》等；早期亦創辦過《壹詩歌》詩刊專訪陳珊妮、伍佰，收錄兩岸六年級詩人創作；與陳珊妮、李端嫻組成的「拜金小姐」樂隊團體，由詩譜曲成同名音樂專輯，曾獲「金曲獎」及多項華人音樂獎項。從2000年起開始專注於藝術創作，曾展出個展《自己的皇宮》、《西門町大襲擊》、《幻日之夜與神秘異獸》等；聯展《粉樂町》、《出神入畫──華人攝影新視界》、《小‧碎‧花‧不──亂變新世代》、《臺灣藝術新世代》、《蓋白屋─新台灣壁畫隊》等展覽遍及臺灣、香港、紐約、新加坡、中國、日本、澳洲等地。。

## 簡介
- 可樂王，是一位多才多藝的跨領域藝術家，擅長詩歌、插畫、藝術、攝影等多種形式的創作。他的作品觸及了電視偶像劇、報章雜誌、當代藝術展覽、食品包裝設計、電影和劇場、潮流品牌聯名以及公益活動等多個領域。

- 1989任職於宏廣股份有限公司擔任卡通動畫師。

- 1995任職自由時報，擔任《天生玩家》版(1995)創版美編。

- 1997擔任自由時報《花編心聞》副刊(1997)創版美編，設計創新的圖文專欄，開啟後繼的台灣圖文書風潮。[2]

- 2003創辦獨立詩刊《壹詩歌》。

- 2004和陳珊妮、李端嫺組成「拜金小姐」樂隊發表詩歌唱片專輯，榮獲「金曲獎」及多項國內外重要大奬。

## 個人著作

### 著作
- 1998　旋轉花木馬（大田出版），ISBN 957-583-700-2
- 2000　可樂王AD／CD俱樂部（大田出版），ISBN 957-583-829-7
- 2001　兔子兔子嗨（大田出版），ISBN 957-455-109-1
- 2002　星星與帆船派對進行曲（皇冠出版），ISBN 957-803-374-5
- 2002　無國籍者（聯合文學出版），ISBN 957-522-383-7
- 2002　青春寂寞國（聯合文學出版），ISBN 957-522-382-9
- 2003　戰爭（聯合文學出版），ISBN 957-522-428-0
- 2004　拜金小姐大戰惡魔黨（聯合文學出版），ISBN 957-522-461-2
- 2004　可樂王圖文大全集，全五冊（中國文匯出版）
- 2005　快樂的遠足: 可樂王童年作文簿 （自轉星球出版），ISBN 957-28-7471-3

### 筆記書
- 1999　哥哥妹妹百貨公司（大田出版），ISBN 9789575837921
- 2000　哥哥妹妹百貨公司2（大田出版），ISBN 9789575838232
- 2000　畢業生俱樂部: 可樂王畢業紀念冊 （大田出版），ISBN 9789575838560
- 2001　Hi,Rabbit（大田出版）
- 2002　Chidhood（大田出版）
- 2005　天界妖精塔羅牌 （尖端出版），ISBN 9789571029313
- 2006　哥哥妹妹COSPLAY（大田出版）
- 2006　YESTERDAY ONCE MORE（大田出版）
- 2006　時光靜靜的流逝（大田出版）

### 漫畫/連載
- 1997　《旋轉花木馬》1997-2000連載於自由時報花邊心聞副刊
- 2000　《兔子兔子嗨》2000-2001連載於自由時報天生玩家版
- 2006　《茲卡魔幻的一天》（《想太多》雜誌創刊1號，如何出版），ISBN 9789861360881
- 2006　《碎心戀》（《想太多》雜誌2號，如何出版），ISBN 9861361022
- 2006　《群鳥 The Birds》 （ 收錄於：德國 ORANG（德语：Orang） COMIC MAGAZINE VOL. 6 ，Reprodukt出版），ISBN 978-3-938511-80-0[3][4]
- 2015　《小啾的奇幻冒險 Chubi Adventure Fantasy》（連載收錄於：亞細亞原創誌 ACCC‧浪漫07～10，大好世紀出版），ISBN 9789869135757，ISBN 9789869135733，ISBN 9789869135740，ISBN 9789869135764
- 2022　《阿麗司》2022- 連載中

## 插畫/設計&商業合作

### 報紙插畫
可樂王自1993年起在聯合報、中國時報、自由時報等各大報副刊發表插畫，活躍至今。

### 文學插畫
- 1994　蔡康永，再錯也要談戀愛（聯合文學出版）
- 1995　蔡康永，你睡不著我受不了（平安文化出版）
- 1998　蔡康永，痛快日記（皇冠出版）
- 2002　龍應台，寫信給台灣系列插畫（中國時報人間副刊）
- 2003　龍應台，家國五十年系列插畫（中國時報人間副刊）
- 2003　高行健，朋友（聯合文學出版）
- 2007　蔡康永，那些男孩教我的事 聖天使版（中國/青馬文化出版）
- 2007　蔡康永，那些男孩教我的事 聖天使版（台灣/圓神出版）

### 主視覺/插畫設計/商業合作
- 2021　「走讀台灣」，文化部
- 2018　「蔡依林柑仔店甜點盒」，臺北首屆米其林晚宴[6]
- 2018　「歡喜就好」，主視覺，金枝演社劇團
- 2017　「整人王」，主視覺，金枝演社劇團
- 2016　「伊底帕斯王」，主視覺，金枝演社劇團
- 2015　「幸福的船」，黃鳳儀唱片專輯主視覺
- 2015　「小啾趴趴走」，基隆火車站，基隆，台灣[7]
- 2015　「歡迎光臨」，大型影像輸出裝置，漁會正濱大樓，基隆，台灣
- 2015　「祭特洛伊」，主視覺 ，金枝演社劇團
- 2014　「我要做好子」，主視覺，金枝演社劇團
- 2014　「台灣變形記」，主視覺，金枝演社劇團
- 2014　「浮浪貢開花4──幸福大丈夫」，主視覺，金枝演社劇團
- 2012　「整點及24小時形象動畫」，東森戲劇台
- 2011　「黃金海賊王」，主視覺，金枝演社劇團
- 2011　「聖嚴108自在語」，聖嚴教育基金會
- 2011　「台北國際書展100%幸福紀念特輯」，台北國際書展
- 2011　「皮克青春」，電影海報主視覺，中影公司
- 2008　「全家六星集公仔」，全家便利商店
- 2008　「麗嬰房小象公仔」，麗嬰房
- 2008　「可樂王彈珠汽水」，台灣彈珠汽水公司
- 2008　「無敵珊寶妹」，主視覺三立電視偶像劇
- 2007　「OPEN小將」，藝術公仔，7-Eleven
- 2005　「妖獸台北」，可樂報創刊號
- 2003　「可樂果包裝主視覺及周邊系列產品」2003-2005
- 2003　「第40屆金馬獎」，金馬獎，海報主視覺及周邊系列產品

## 跨界合作

### 創辦詩刊
可樂王創辦獨立詩刊《壹詩歌》，專訪伍佰、陳珊妮兩岸六年級最強詩選：將尹麗川、李師江、沈浩波、朵魚等大陸詩人及銀色快手、鯨向海、孫梓評、劉亮延等台灣詩人的詩創作並列，除了是頗富趣味的對照，也能見到新一代詩人的詩風。
- 2003　壹詩歌 創刊號，（寶瓶文化出版），ISBN 9789867883391
- 2003　壹詩歌 2，（寶瓶文化出版），ISBN 9789867883605

### 對談
- 2019　可樂王vs方文山「我在思考現代人類心靈的樣子」[8]，聯合報副刊，文學相對論6月
- 2005　可樂王vs伍佰「台客美學先鋒派」，中國時報，人間副刊
- 2004　可樂王vs方文山「嚴選台灣十個當代詩人」，詩人的私房菜，臺北詩歌節，海邊的卡夫卡
- 2004　郝譽翔＋可樂王「在城市裡晃蕩──我們與城市相濡以沫」，國家台灣文學館
- 2003　王丹＋陳珊妮＋可樂王「當另類成為主流」，臺北國際藝術村

### 音樂跨界
- 2004　可樂王與陳珊妮、李端嫻組成「拜金小姐」樂隊，出版第一張同名專輯（五四三音樂站）
- 2005　香港藝術節，拜金國際俱樂部演唱會（香港大會堂）
- 2005　出版拜金小姐2005第二張同名專輯（人山人海）
- 2006　可樂王與陳綺貞，合作音樂EP「快樂的夏天 食玩包」（出色創意）

## 展覽經歷

### 藝術個展
- 2024　「永遠閃亮的一天」，在河邊展藝空間，基隆，台灣
- 2024　「掌風一出地球反三輾」，在河邊展藝空間，基隆，台灣
- 2021　「我希望」Online Exhibition ，Withart，台北，台灣
- 2019　「幻日之夜與神秘異獸」，秋刀魚藝術中心，台北，台灣[9]
- 2016　「我的口袋怪獸」，新光三越，台南，台灣[10]
- 2015　「小啾躲躲貓」，正濱漁港碼頭，基隆，台灣[11]
- 2015　「Cute Keelung可愛基隆」，基隆車站，基隆，台灣[12]
- 2015　「勿忘我」，交通大學藝文中心，新竹，台灣[13]
- 2010　「西門町大襲擊」，東吳大學，台北，台灣[14]
- 2009　「自己的皇宮」，台北醫學大學，台北，台灣
- 2007　「那個往日的我」，誠品，台北，台灣
- 2006　「可樂王個展」，中央大學，桃園，台灣
- 2004　「金光、飛馬、遊俠兒」，臺北詩歌節，台北，台灣
- 2003　「無國籍者」巡迴展，誠品，台北，基隆，新竹，宜蘭，台灣
- 2000　「哥哥妹妹百貨公司」，環亞百貨公司替代空間，台北，台灣
- 1996　「海豚小姐如此想」，BENJAMIN，台北，台灣
- 1995　「啄木鳥先生很會打鼓」，帕克爵士咖啡店 ，基隆，台灣

### 聯展
- 2021　「繽紛藝境」主題藝術展，高登鐘錶 x 宛儒畫廊，台北，台灣
- 2020　「台北國際藝術博覽會Art Taipei 2020」，台北世界貿易中心，台北，台灣
- 2019　「童真切片」，宛儒畫廊，台北，台灣
- 2018　「《地方X他方》當代藝術展」，屏東美術館，屏東，台灣[15]
- 2016　「《這夏玩什麼》好玩大師展」新光三越巡迴展，台北，台中，台南，高雄，台灣
- 2015　「躲貓貓Hide & Seek」，新板特區藝廊，新北，台灣
- 2014　「Art Taipei 2014台北國際藝術博覽會」，台北世界貿易中心，台北，台灣
- 2014　「美好年代」，麗品畫廊，台北，台灣
- 2013　「動漫雙年展」，高雄市立美術館，高雄，台灣
- 2013　「北京第十六屆藝術博覽會」，北京，中國
- 2013　「Art Taipei 2013台北國際藝術博覽會」，台北世界貿易中心，台北，台灣
- 2013　「新年好──年節生活美學特展」，松山文創園區，台北，台灣
- 2012　「府城藝術博覽會 」，台南，台灣
- 2012　「台北國際藝術博覽會Art Taipei 2012」，台北世界貿易中心，台北，台灣
- 2012　「台北國際當代藝術博覽會 YOUNG ART TAIPEI 」，喜來登大飯店，台北，台灣
- 2011　「ACA 交流電 Animation + Comic + Contemporary Arts」，駁二藝術特區，高雄，台灣
- 2011　「蓋白屋──新台灣壁畫隊」，雲林虎尾布袋戲館，雲林，台灣
- 2011　「蓋白屋──新台灣壁畫隊」，當代藝術館，台北，台灣
- 2011　「藝術介入空間」新台灣壁畫隊，橋仔頭白樹里 ，高雄，台灣
- 2011　「台北國際藝術博覽會Art Taipei 2011」，台北世界貿易中心，台北，台灣
- 2011　「台北國際當代藝術博覽會YOUNG ART TAIPEI」，王朝大酒店，台北，台灣
- 2010　「Asian Creative Culture」展覽，靜岡CCC（The Center for Creative Communications），日本
- 2010　「高雄設計節」駁二藝術特區，高雄，台灣
- 2010　「蓋白屋──新台灣壁畫隊」，橋仔頭白屋，高雄，台灣
- 2010　「哆啦A夢神奇百寶40周年」， 夢時代，高雄，台灣
- 2010　「台灣藝術新世代」聯展，北京今日美術館，北京，中國
- 2010　「說故事的人-The story Teller 」國際插畫家聯展，元華藝術空間，台北，台灣
- 2010　「哆啦A夢40th x 40名人彩繪公仔展」夢時代，高雄，台灣
- 2009　「台北奔牛節──CowParade Taipei」聯展，台北，台灣
- 2009　「台灣藝術新世代」聯展，上海美術館，上海，中國 [16]
- 2009　「台北國際藝術博覽會ART TAIPEI 2009」，台北世界貿易中心，台北，台灣
- 2008　「小‧碎‧花‧不──亂變新世代」聯展，台北當代藝術館，台北，台灣
- 2008　「Pixie Logoogol特展」Pixie公仔潮店，台北，台灣
- 2008　「NIKE BE TRUE 2008年 藝術創作展」，Nike ，台北潮流店「PHANTACi」， 高雄夢時代「夠壞堂」，台北/高雄，台灣[17]
- 2008　「CONVERSE──百年起藝創意展」Converse，台北，台灣[18]
- 2008　「台北國際藝術博覽會ART TAIPEI 2008」，台北世界貿易中心，台北，台灣
- 2007　「粉樂町──ART,ALWAYS OPEN」，富邦藝術基金會，台北，台灣
- 2007　「台灣角色設計展──新加坡角色設計節」，新加坡
- 2006　「台北二三」台北市立美術館，台北，台灣
- 2006　「台灣數位藝術新浪潮」，紐約雀兒喜美術館，紐約，美國
- 2005　「非常厲害」聯展──飛天鞋專案，台北當代藝術館，台北，台灣
- 2005　「新台灣人──數位影像的證言」關渡美術館，台北，台灣
- 2004　「出神入畫──華人攝影新視界」台北當代藝術館，台北，台灣
- 2003　「台灣辛攝影」我的青春聖像，觀想藝術中心，台北，台灣
- 2001　「粉樂町」Esprit服飾店，台北，台灣
- 2001　「粉樂町」日月光，台北，台灣
- 2001　「二○○一年國民美少女攝影畫報」，粉樂町台灣當代藝術聯展，SPRIT、日月光，台灣
- 2000　「粉樂町」西澳伯斯當代藝術中心（英语：Perth Institute of Contemporary Arts），西澳，澳洲
- 2000　「粉樂町」香港藝術中心，香港，中國

### 公共藝術
- 2022　「唱歌的女孩」，鳳飛飛故事館，桃園，台灣
- 2000　「日出台灣」高雄巨蛋站，高雄，台灣[19]
- 2009　「CowParade 國際奔牛藝術展」，台中，台北[20]

## 典藏
- 「萌娜麗莎一小啾cosplay」[21]，高雄市立美術館典藏
- 「美好一天的早晨」[22]新北市立圖書館總館典藏

## 獲獎記錄
- 2005　「年度最佳樂隊」，《拜金小姐》，第五屆華語音樂傳媒大獎[23]
- 2005　「2004年度十大單曲」，小鳥探戈／《拜金小姐》，中華音樂人交流協會
- 2005　「2004年度十大專輯」，《拜金小姐》，中華音樂人交流協會
- 2006　「最佳演唱組合獎」，《拜金小姐2005》，第17屆金曲獎，金曲獎[24]
- 2006　「最佳封套」，《拜金小姐2005》，第六屆華語音樂傳媒大獎[25]
- 2006　「2005年十大專輯」，《拜金小姐2005》，中華音樂人交流協會
- 2007　「講義年度最佳作家」，漫畫作家，講義雜誌[26]

## 公益活動
- 2009　「Pizza Cut Five × 十八銅人角色藝術創作展」，十八銅人x PIZZA CUT FIVE，插畫義賣，紐約紐約百貨公司，台北，台灣[27]
- 2008　「感動鼠」學學文化創意基金會公益助學義賣
- 2009　「感動牛」學學文化創意基金會公益助學義賣
- 2011　「可樂王×嘉義市生命線協會義賣Ｔ恤」
- 2013　「感動蛇」學學文化創意基金會公益助學義賣
- 2014　「可樂王×陳意涵——愛T恤」  兒福聯盟 [28]
- 2016　「感動猴」學學文化創意基金會公益助學義賣
- 2016　「猴力四射 征服地球」，新光三越猴年裝置，「瑪利亞社會福利基金會」[29]

## 外部連結
- 可樂王的Facebook專頁
- 可樂王的Instagram帳戶
- YouTube上的可樂王頻道